# Gerhard Schmidt (inženýr)
Gerhard Schmidt (5. února 1939 Stablack – 6. srpna 1977 státní hranice poblíž obce Broumov) byl německý inženýr a stavař, který se v roce 1977 neúspěšně pokusil překročit státní hranici do Západního Německa při útěku z Východního Německa přes Československo.

## Život
Narodil se v roce 1939 ve Stablacku v dnešním Polsku. Poté začal pracovat ve Strassfurtu jako inženýr-stavař v chemické firmě.
V září 1976 navštívil legálně Československo, když přešel hraniční přechod ve Vojtanově. Oficiálně tak učinil jako turista. U Mýtiny byl poté ovšem zadržen příslušníky Pohraniční stráže a poté osm dní vězněn.

## Pokus o útěk ze země
V srpnu 1977 se Schmidt rozhodl z Východního Německa uprchnout do Západního Německa i se svou ženou a třemi dětmi právě přes Československo.

### Průběh
Do Československa přijeli z Východního Německa, když státní hranici překročili na hraničním přechodu Boží Dar, přičemž jeho žena a dvě dcery tak učinili legálně, zatímco Schmidt a jeho nejstarší syn tak učinili nelegálně. Z Karlových Varů, kde se poté rodina setkala, odjela do Mariánských Lázní a poté v den útěku, 6. srpna 1977, do Broumova. Chvíli před šestou hodinou večerní se rodina pokusila státní hranici překročit, když z přilehlého lesa nejprve vyběhl Schmidt, který začal stříhat hraniční plot. Během této činnosti byl ovšem spatřen příslušníkem Pohraniční stráže, který jej vyzval k zanechání činnosti. Schmidt nereagoval ani na slovní výzvu, ani na opakovanou střelbu do vzduchu a místo toho úspěšně prostříhal část plotu, kterým následně celá rodina prošla. Poté překročili signální stěnu, která upozornila i zbytek členů pohraniční stráže. Schmidt byl ještě předtím, než se dostal do Západního Německa, jednou ranou ze samopalu zasažen a těžce zraněn. Jeho žena a děti poté přestaly utíkat, byli zadrženi a předáni úřadům NDR. Ke hranici jim zbývalo ještě asi 1600 metrů. Schmidt byl sice ještě převezen do Plané, tam ale v důsledku svých těžkých zranění zemřel v důsledku vnitřního krvácení.

### Důsledky
Příslušníci Pohraniční stráže byli za své počínání odměněni. Za celý incident nebyl dlouhá léta nikdo stíhán, přestože bylo celé vyšetřování proběhlé v roce 1977 po sametové revoluci označeno za zmanipulované. V květnu 2020 byl Schmidt rehabilitován v případu svého několikadenního věznění v roce 1976. V lednu 2021 přiznalo Schmidtově dceři Astrid české Ministerstvo spravedlnosti odškodnění ve výši 34 tisíc korun. V srpnu 2022 byl případ použít jako jeden z důkazů proti tehdejšímu premiérovi Lubomíru Štrougalovi, ministru vnitra Vratislavu Vajnarovi a komunistickému funkcionáři Janu Fojtíkovi. Ti ale, vzhledem k jejich závažným nemocem způsobeným stářím a následným úmrtím, nikdy odsouzeni nebyli.